# Ungoliant
(J. R. R. Tolkien, Il Silmarillion)
Ungoliant è un personaggio di Arda, l'universo immaginario fantasy creato dallo scrittore inglese J. R. R. Tolkien. Era uno spirito malvagio che abitò nell'Avathar durante la Prima Era. La sua forma caratteristica era quella di un ragno gigante, avvolta dall'oscurità delle tele che essa stessa tesseva. Il nome deriverebbe infatti dall'elfico ungwë liante, ovvero Tessitrice di tenebra o Ragno di tenebra (anche se la prima è la versione prediletta da Tolkien, la seconda sembra più corretta). In effetti, sia in elfico che in inglese sia tessitore che ragno sono termini molto simili.

## Storia
Negli scritti di Tolkien, Ungoliant è descritto come uno spirito della notte dalla forma di ragno gigante. Le sue origini non sono conosciute, ma si sa solo che entrò in Arda quando «Melkor per la prima volta chinò lo sguardo invidioso sul Regno di Manwë». A causa delle scarse informazioni in merito, Ungoliant è uno dei pochi personaggi degli scritti di Tolkien, al pari di Tom Bombadil e agli "esseri senza nome" che "rodono la terra" sotto le miniere di Moria (di cui parla Gandalf ne Le due torri), a sfuggire una chiara classificazione. Nel Morgoth's Ring si fa un'allusione al fatto che il male e i primi esseri malvagi (di cui probabilmente Ungoliant fa parte) furono creati a causa della dissonanza di Melkor durante la musica degli Ainur.
Ungoliant collaborò con Melkor nella distruzione degli alberi di Valinor. Dopo la sconfitta subìta dallo scontro con Morgoth stesso per l'accaparramento dei 3 Silmaril (preziose gemme create dall'elfo Feanor), fuggì dagli Ered Gorgoroth, dimorando dapprima a Nan Dungortheb nel Beleriand dove figliò con creature ad essa affini, e poi si allontanò probabilmente verso il sud. Col passare del tempo, Ungoliant divenne sempre più grande e mostruosa, descritta con la forma di un ragno di dimensioni imponenti, più grande di una montagna, avvolta da delle tempeste oscure. Perfino Morgoth cominciò a temerla per ciò che era diventata.
Seppure non si sappia con precisione che fine abbia fatto, si narra che nel continuare a crescere, sia aumentata insieme con lei anche la pazzia e che per fame sia morta divorando se stessa.
Una versione alternativa, nel Lai di Eärendel, narra invece che fu proprio il mezzelfo ad ucciderla. "Ungoliant egli uccise, giù a Meridione, e la sua oscurità fu distrutta e la luce giunse in molte regioni che per lungo tempo erano rimaste celate".
Si narra che dalla sua progenie derivò Shelob, ragno mostruoso che ostacolerà Frodo Baggins nella sua ascesa verso il Monte Fato. Shelob è detta essere l'ultima dei suoi figli. Discendenti di Ungoliant sono anche i ragni incontrati da Bilbo Baggins ne Lo Hobbit.

## Altri media
Il personaggio di Ungoliant è fonte di ispirazione per il romanzo horror fantasy Storia di un Orrore di Emanuele Ardore. 